# Betina Kern
Betina Anna Kern (* 22. Januar 1947 in Coburg) ist eine ehemalige deutsche Diplomatin, die zuletzt von 2008 bis 2012 Botschafterin in Nicaragua war.

## Leben
Nach dem Abitur begann Betina Kern 1966 ein Studium der Rechtswissenschaften und legte 1971 das Erste Staatsexamen ab. Im Anschluss studierte sie von 1972 bis 1973 zunächst englisches Recht am King’s College London und absolvierte danach bis 1977 den juristischen Vorbereitungsdienst, den sie 1977 mit dem Zweiten Staatsexamen abschloss. Danach war sie zwischen 1978 und 1981 als Wissenschaftliche Assistentin an der Freien Universität Berlin tätig.
1981 trat sie dann in den Auswärtigen Dienst ein, absolvierte danach bis 1983 die Attachéausbildung und legte darüber hinaus 1983 ihre Promotion zur Doktorin der Rechte mit einer Dissertation zum Thema „Rescission“ nach Vertragsverletzung im englischen Recht an der Philipps-Universität Marburg ab. Anschließend war sie von 1983 bis 1988 erst Mitarbeiterin im Auswärtigen Amt und danach bis 1994 an der Botschaft Lissabon (Portugal).
Nach einer erneuten Verwendungen im Auswärtigen Amt war sie zwischen 2000 und 2004 Leiterin des Kulturreferats der Botschaft Rom (Italien), ehe sie anschließend von 2004 bis 2008 Leiterin des Referats für die Andenstaaten im Auswärtigen Amt war.
Seit 2008 war Betina Kern Botschafterin in Nicaragua und übte dieses Amt bis zu ihrem Eintritt in den Ruhestand 2012 aus. Nachfolger wurde daraufhin der bisherige Botschafter in Uruguay, Karl-Otto König.